# 階上インターチェンジ
階上インターチェンジ（はしかみインターチェンジ）は、青森県三戸郡階上町道仏にある三陸沿岸道路（八戸南道路・洋野階上道路）のインターチェンジである。

## 歴史
- 2013年（平成25年）3月9日：種差海岸階上岳IC - 階上IC間開通に伴い供用開始。
- 2020年（令和2年）12月12日：階上IC - 洋野種市IC間開通[1]。

## 道路

### 本線
- E45 三陸沿岸道路（洋野階上道路・八戸南道路）

### 接続する道路
- 直接接続
  - 国道45号
- 間接接続
  - 青森県道1号八戸階上線（国道45号経由）

## 料金所
無料区間のため、設置されていない。

## 周辺
- 階上町役場
- 階上町立道仏小学校

## 形状
ダイヤモンド型であり、付近に追越車線が設置されている。

## 隣
E45 三陸沿岸道路（洋野階上道路/八戸南道路）
(71) 洋野種市IC - (72) 階上IC (73) 種差海岸階上岳IC